# Anacroneuria petersi
Anacroneuria petersi är en bäcksländeart som beskrevs av Froehlich 2002. Anacroneuria petersi ingår i släktet Anacroneuria och familjen jättebäcksländor. Inga underarter finns listade i Catalogue of Life.